# Isaac Díaz
Isaac Alejandro Díaz Lobos (Fresia, Región de Los Lagos, Chile, 24 de marzo de 1990) es un futbolista profesional chileno que se desempeña como delantero y actualmente milita en Rangers de la Primera B de Chile.
Entre los logros en su carrera están haber sido el goleador de la Primera B de Chile del año 2012, uno de los principales artífices del ascenso de Ñublense a la Primera División, y además fue el máximo goleador del 2013 en la Primera División de Chile (con 24 anotaciones) y fue el segundo goleador de la Copa Sudamericana 2013 con 4 goles junto con su compañero de equipo Charles Aránguiz, ambos superados por Enner Valencia con 5 goles. Esto lo logró jugando por Universidad de Chile.

## Trayectoria

### Inicios y debut profesional en Huachipato
Díaz comenzó a jugar al fútbol a los nueve años. Cinco años después, y tras disputar un campeonato sub-20 en Puerto Montt, se probó en Colo-Colo y quedó, pero al poco tiempo de estar en Santiago decidió regresar a su ciudad natal. Después participó en un campeonato en Los Ángeles, donde Arturo Salah le ofreció inscribirse en las divisiones inferiores de Huachipato, lugar donde finalmente desarrolló su carrera en cadetes hasta su integración al plantel profesional durante el año 2009. Ese mismo año, debutó profesionalmente en el Torneo de Apertura 2009, en el que jugó dos partidos. En el Clausura tampoco consiguió un puesto de titular y solo disputó un encuentro, en un campeonato en el que su club tuvo un mal desempeño tras no clasificar a los play-offs y quedar en la antepenúltima posición con diecisiete puntos.

### Pasos por Trasandino y Naval
Durante el año 2010 jugó en la tercera división chilena por Trasandino. Posteriormente pasó a militar en Naval, club donde anotó 7 goles durante toda la temporada.

### Deportivo Ñublense (2012)
El 30 de diciembre de 2011, y tras anotar seis goles durante el Torneo de Clausura, el gerente deportivo de Ñublense, Hernán Rosenblum, confirmó la cesión por un año del delantero con las siguientes palabras dadas al diario Crónica Chillán: «Él [Díaz] es un jugador interesante que pertenece a Huachipato y si llegase a Ñublense sería un tremendo aporte para lo que necesitamos». Al mismo medio, Díaz señaló: «Es un orgullo llegar a esta institución, sé que la gente de acá tiene un gran peso y quiero retribuirlo a lo largo del campeonato para lograr el único objetivo que hay en segunda. Tuve una conversación con el técnico Carlos Rojas y la dirigencia, así que estoy muy contento».
Con el club chillanejo debutó oficialmente el 27 de febrero de 2012 en la primera fecha del Torneo de Apertura frente a Curicó Unido, contra el que perdieron por 1-0 con tanto de Nicolás Medina. Tras mantenerse en la titularidad en su primer mes, convirtió su primer tanto vía penal el 24 de marzo en el empate 2-2 contra Coquimbo Unido, encuentro en el que además recibió tarjeta amarilla. Después de aquello, anotó en dos fechas seguidas a Magallanes y a Naval (su exclub), al que metió un doblete. Mantuvo este ritmo goleador durante la primera parte de la temporada y terminó el Torneo de Apertura con diez goles en quince partidos, mientras que su equipo logró quedar en la segunda posición a dos puntos de San Marcos de Arica.
Durante el segundo semestre, Ñublense jugó tanto la Copa Chile de esa temporada como el Torneo de Clausura. En el primer torneo, quedó eliminado durante la fase grupal tras acumular siete puntos con dos victorias, un empate y tres derrotas. Díaz solo jugó dos partidos de su club y convirtió un tanto, el descuento en la derrota 3-1 contra Huachipato. En el Clausura, Ñublense mantuvo su invicto hasta su enfrentamiento contra Naval, que ganó el partido 3-1 y cortó una racha de veinte partidos sin derrotas del club chillanejo. En tanto, Díaz tuvo una sequía goleadora que coincidió con esta derrota, y no convirtió durante cinco partidos, hasta que el 26 de agosto anotó en el empate 2-2 contra el mismo rival. En lo que restó de temporada, Ñublense bajó el rendimiento que tuvo en el Apertura y solo quedó en la séptima posición, a ocho puntos del campeón anual, San Marcos de Arica. Eso sí, Díaz anotó cinco goles durante este tiempo: uno a Lota Schwager,  otro a Deportes Puerto Montt,  uno a Unión Temuco y un doblete a Everton.
Debido a que Ñublense fue el subcampeón del Torneo de Apertura, y a que San Marcos ganó los dos torneos y quedó líder de la tabla anual, enfrentó por el ascenso a Primera División a Barnechea. En la primera llave, los equipos empataron 1-1 bajo una intensa lluvia en el estadio Nelson Oyarzún. En la vuelta empataron 2-2, en un encuentro en el que destacaron dobletes de Díaz para Ñublense y de Maturana para Barnechea. Por ello, el ascenso se definió desde los lanzamientos penales, instancia en la que finalmente Ñublense salió victorioso tras vencer por 7-6.
Tras acabar la temporada, la revista deportiva El Gráfico lo condecoró con el premio al «Mejor jugador de la Primera B».

### Universidad de Chile (2013-2014)
Su gran rendimiento, técnica y olfato goleador en el conjunto chillanejo hizo que más tarde, el 14 de diciembre de 2012, ficha por Universidad de Chile por cuatro temporadas para enfrentar el Torneo de Transición 2013 y la Copa Libertadores del mismo año. Debutó oficialmente el 9 de febrero de 2013 en la derrota por 3-0 ante Unión Española tras reemplazar a un lesionado Enzo Gutiérrez a los diez minutos de juego. Anotó su primer gol con el León el 27 del mismo mes en la derrota por 2-1 ante Santiago Wanderers, encuentro en el que además salió expulsado luego de embestir al portero Mauricio Viana. Posteriormente, el 11 de abril, convirtió su primer gol en la Copa Libertadores 2013 en la victoria por 3-2 ante el Deportivo Lara, que no sirvió al cuadro universitario para clasificar a la ronda eliminatoria ya que igualó en puntaje con Newell's pero tenía una peor diferencia de gol.
Posterior a este encuentro, y en especial debido a la lesión de Sebastián Ubilla, las oportunidades de Díaz aumentaron y en lo que restó de la temporada jugó como titular y marcó goles importantes, como la apertura de la cuenta en la final de la Copa Chile 2012-13, que finalmente ganaron por 2-1 con el tanto de Juan Ignacio Duma en los minutos finales de juego. Con todo esto, finalizó la primera parte del año con diez goles en diecisiete encuentros: ocho en el Torneo de Transición (en el que fue el goleador de su equipo), uno en la Copa Libertadores y otro más en la Copa Chile.
Realizando un recuento del año 2013, Díaz fue el máximo goleador de la Primera División de Chile de ese año con un total de 24 anotaciones. Además de ello convirtió un gol en la Copa Libertadores ante Guaraní de Paraguay, cuatro en la Copa Sudamericana (1 a Real Potosí y 2 a Independiente del Valle), y fue vital en la obtención de la Copa Chile 2012-13 al anotar el primer gol en la final contra Universidad Católica.
El 14 de julio de 2017, Díaz vuelve a la U, fichando por dos temporadas, siendo presentado con la "16". Debutó ante San Luis de Quillota, el 13 de agosto en la tercera fecha del Torneo Transición 2017, entrando en el minuto 74 por Leandro Benegas. No gravitó mucho, y la U perdió 2-0. Luego seguiría siendo suplente, ingresando en los últimos 30 minutos, como ante Huachipato (victoria 3-2) y Colo-Colo (derrota 1-4). Sin embargo, en la ida de los octavos de final de la Copa Chile 2017 ante Audax Italiano, ingresó como titular, anotando un gol de cabeza en el minuto 33 y dio una asistencia a Mauricio Pinilla, jugando un gran partido. La U en ese partido ganó por 3-0. En la vuelta, jugó nuevamente como titular y anotó el gol de la victoria por 1-0 en el minuto 6.
Aquellos partidos hicieron que Isaac se ganara la titularidad para la sexta fecha del Torneo Transición ante O'Higgins. Sin embargo, la U iba perdiendo 2-0 con un regular partido de Díaz, teniendo una opotunidad clara de gol de cabeza. Fue reemplazado en el minuto 62 por Francisco Arancibia, y la U empataría el partido con dos goles de Mauricio Pinilla.
En los cuartos de final de Copa Chile ante San Luis, Díaz jugó de titular en la ida, teniendo un pésimo partido, al perderse varias oportunidades de gol, y al haber sido expulsado en el minuto 58. Sin embargo, la U ganó el encuentro con un gol de Luciano Fabián Monzón. En la 7° fecha del campeonato nacional ante Everton, volvió a jugar de titular y dio una asistencia a Mauricio Pinilla para el 1-0 parcial. Al ir ganando 2-0, Isaac fue reemplazado en el minuto 59 por Sebastián Ubilla. Después de eso, Everton empató el partido 2-2, dejando a la U en la sexta posición parcialmente. Ante el puntero en ese momento, Unión Española, empataron a 0 y Díaz ingresó en los últimos 30 minutos, siendo intrascendente. Después de eso tuvo una lesión que impidió que jugara la vuelta ante San Luis (empata 2-2) y la 9° fecha del campeonato nacional ante Deportes Antofagasta (victoria 0-2). Sin embargo, volvió en la ida de las semifinales de Copa Chile ante Antofagasta (victoria 2-0) donde ingresó en el minuto 81 por Nicolás Guerra, siendo nuevamente intrascendente, mostrando una mala campaña a diferencia de su campaña en 2013. Ante Palestino, ingresó en el minuto 51 por Jean Beausejour, y al ir perdiendo por 0-1, provocó un penal que significaría el empate parcial convertido por Pinilla en el minuto 65. En el minuto 74 Pinilla daría la victoria a la U por 2-1, con un partido regular de Isaac.
Esta irregular temporada de Díaz, hizo que en la vuelta de la Copa Chile ante Antofagasta (derrota 0-1) no ingresara. Pese a aquella derrota, la U clasificó a la final. Tampoco jugó el Clásico universitario ante la Universidad Católica (victoria 1-0) y la victoria por 1-0 ante Santiago Wanderers. En la final de la Copa Chile ante Wanderers, empezó como suplente pero ingresó en el minuto 28 tras la lesión de Mauricio Pinilla. Sin embargo, Díaz tuvo una opaca presentación, fallando opciones de gol y siendo intrascendente. La U terminó perdiendo la final por 1-3, siendo el descuento azul por parte de David Pizarro.
En el campeonato nacional, la U, se mantenía palo a palo contra Colo-Colo, con 27 puntos cada uno en la parte arriba de la tabla, y en la fecha 13 a dos fechas del final del campeonato, la U de Chile jugó contra Audax Italiano, donde Díaz jugó como titular tras la lesión de Mauricio Pinilla, sin embargo fue nuevamente intrascendente, siendo reemplazado en el minuto 83 por Iván Rozas y la U perdió 3-0 perdiendo la punta del torneo, tras el triunfo de Colo-Colo ante Everton por 3-2 en Viña del Mar. Ante la Universidad de Concepción, entró en el minuto 77 por Mauricio Pinilla, y la U ganó por 3-1. Ante Deportes Iquique jugó los 90 minutos, y fue intrascendente nuevamente, y la U ganó por 1-0, quedando en la tercera posición en el campeonato con 30 puntos, a 3 del campeón Colo-Colo.
En la Temporada 2018, en las 9 primeras fechas, solo ingresó en los últimos minutos a excepción del partido ante Audax Italiano, donde anotó un gol, pero no sirvió para convencer al técnico Ángel Guillermo Hoyos, por las muchas ocasiones de gol falladas , de la misma manera en la Copa Libertadores, en las primeras dos fechas ante Vasco da Gama y Racing Club. Ante Unión La Calera, partió como titular, ya que el técnico Hoyos buscaba "dosificar" para guardar a sus jugadores titulares para el encuentro de la Copa Libertadores ante Cruzeiro en Río de Janeiro, Sin embargo, Díaz y el equipo jugaron de manera "impresentable", siendo Díaz intrascendente en las jugadas ofensivas, y fue opacado por la defensa calerana. Fue reemplazado en el minuto 72 por Iván Rozas. La U perdió por 1-6, teniendo una de sus peores goleadas en su historia, con Díaz como uno de los jugadores más criticados.
Debido a su pésima actuación, fue suplente ante Cruzeiro. En ese encuentro, la U fue goleada sorpresivamente por 7-0, con dos jugadores menos y con una crisis interna en el club. Debido a ambas goleadas, el técnico Hoyos fue despedido, y asumió como director interino Esteban Valencia, quien debutó con un triunfo por 1-0 ante O'Higgins donde Díaz fue titular pero intrascendente nuevamente. En el Clásico universitario disputado en San Carlos de Apoquindo, Díaz jugó como titular, debido a problemas físicos del titular Mauricio Pinilla. Sin embargo, tuvo otra opaca presentación y tuvo que ser reemplazado en el entretiempo por Pinilla, quien marcaría el empate final por 1-1. Ante Palestino y en la eliminación de la Libertadores y del cupo para la Copa Sudamericana 2018 ante Vasco da Gama, ingresó en los últimos minutos y fue nuevamente intrascendente y criticado.
Ante Huachipato en Talcahuano, la U ganó por 1-0 con Díaz de titular teniendo un rendimiento nuevamente regular, siendo reemplazado en el minuto 87 por el juvenil Giovanni Bustos, terminando la primera rueda individualmente de manera irregular, y la U quedando en el cuarto puesto.
En la Copa Chile 2018 tuvo una nueva oportunidad, con la llegada del nuevo técnico Frank Darío Kudelka, tras pasar la primera fase ante Deportes La Serena (global 6-1), jugó la vuelta ante Colchagua, (después de ganar 2-1 en la ida) donde Díaz jugó como titular tras la lesión de Mauricio Pinilla y anotó dos goles jugando un buen partido.
Ante Cobreloa en los cuartos de final, jugó de titular en los dos partidos (ida y vuelta) donde en la vuelta en Calama anotó el segundo gol de la victoria 3-2 (global 5-3), clasificándose a semifinales. En el 22 de julio, comenzó la segunda rueda para el cuadro laico, donde Isaac jugó de titular y anotó el segundo gol del partido en el minuto 62. Sin embargo Díaz tuvo un encuentro opaco pese a su gol, ya que tuvo otra oportunidad clara de anotar y no lograba controlar bien el balón con sus compañeros. Esto significó el empate 2-2 de Huachipato.
A vísperas del partido ante Deportes Antofagasta, en el 27 de julio de 2018, se anunció que Pinilla había firmado un contrato por dos años con el club argentino Colón de Santa Fe, oferta que el mismo acercó a Azul Azul, oferta aceptada por la concesionaria, lo que hizo que Pinilla abandonara la concentración en Antofagasta para dirigirse a la sede de Azul Azul S.A. la concesionaria del club, lo que hizo que Isaac Díaz fuera alternativa pese a ser suplente. En el encuentro, entró en el minuto 72 por David Pizarro y fue nuevamente intrascendente, y la U perdió por 4-0 consolidando una crisis en el club y en el equipo.
Al día siguiente, el 29 de julio, Pinilla revirtió su decisión (por cambios en el contrato inicial) y expresó su intención de permanecer en Santiago con su familia, lo que le valió la reprobación de la hinchada azul. El 31 de julio, el presidente de Azul Azul S.A. Carlos Heller y el gerente técnico Ronald Fuentes anunciaron en conferencia de prensa el despido de Pinilla como jugador de Club Universidad de Chile, dejando a Isaac Díaz como el centrodelantero titular de la U pese a su pésimo rendimiento, el cual ratificó ante Audax Italiano (derrota 1-2) llevándose las críticas nuevamente al ingresar como titular y ser reemplazado en el entretiempo por Francisco Arancibia.
Días después, se ratificó a Ángelo Henríquez como nueva contratación del club, dejando nuevamente al criticado Díaz en la banca por varios partidos, y en algunos ingresó solamente en los últimos minutos, entre esos encuentros ante Palestino en las semifinales de la copa Chile donde la U quedó eliminada por un global de 1-3.
Todo esto siguió así hasta que Henríquez, con partidos más regulares que Díaz, se lesionó en el Clásico universitario, lo que hizo que Isaac lo reemplazara en el minuto 65. Fue intrascendente nuevamente y no cumplió el rol de centrodelantero, encontrándose muy lento y mal en su forma física. La U ganó aquel partido por 2-0, dejando al equipo universitario a dos puntos de la UC y con posibilidades de ser campeón. Sin embargo, la lesión de Henríquez abrió las puertas a un irregular Díaz quien jugó ante San Luis (victoria 1-2) y ante Deportes Iquique (empate 0-0), con Díaz jugando de una pésima manera aquellos partidos, dejando a la U sin posibilidades por el título, y los hinchas criticaron duramente a Díaz por el empate ante Iquique que hizo que el equipo universitario perdiera la posibilidad de campeonar.

### Deportes Copiapó
El 1 de marzo del 2022 Diaz fue presentado como nuevo jugador de Club de Deportes Copiapó de la Primera B de Chile, el cual debía iniciar su temporada 2022 a mediados de febrero pero por retrasos del Caso Melipilla se inicia la primera semana de marzo.

### Rangers de Talca
El 10 de enero de 2025, Díaz fue presentado como nuevo refuerzo de Rangers de Talca, club de la Primera B de Chile. En su debut, anotó un hat-trick en la victoria por 3-0 frente a Deportes Santa Cruz. Posteriormente, en su tercer encuentro, marcó un gol en el empate 1-1 ante Cobreloa. Durante el clásico del Maule contra Curicó Unido, recibió una tarjeta amarilla en un partido que terminó con derrota 1-0 para su equipo. Más adelante, convirtió el primer gol en el empate 1-1 frente a Magallanes. El 26 de abril, ante Santiago Wanderers, Díaz anotó su segundo hat-trick de la temporada, remontando un 0-3 en contra para sellar un empate 3-3.

## Clubes
| Club                     | País          | Año           | Partidos | Goles |
| ------------------------ | ------------- | ------------- | -------- | ----- |
| Huachipato               | Chile         | 2009          | 3        | 0     |
| Trasandino               | Chile         | 2010          | 8        | 0     |
| Naval                    | Chile         | 2011          | 38       | 7     |
| Ñublense                 | Chile         | 2012          | 36       | 21    |
| Universidad de Chile     | Chile         | 2013-2014     | 66       | 27    |
| Chiapas                  | México        | 2014-2015     | 30       | 10    |
| Puebla                   | México        | 2015          | 13       | 0     |
| Cafetaleros de Tapachula | México        | 2016          | 15       | 0     |
| Sol de América           | Paraguay      | 2016-2017     | 40       | 12    |
| Universidad de Chile     | Chile         | 2017-2018     | 43       | 7     |
| Everton                  | Chile         | 2019          | 18       | 1     |
| Cafetaleros de Chiapas   | México        | 2020          | 10       | 7     |
| Cancún FC                | México        | 2020          | 11       | 3     |
| Deportes Iquique         | Chile         | 2021          | 23       | 4     |
| Deportes Copiapó         | Chile         | 2022-2025     | 50       | 13    |
| Rangers de Talca         | Chile         | 2025-Act      | 7        | 5     |
| Total carrera            | Total carrera | Total carrera | 411      | 117   |

## Palmarés

### Campeonatos nacionales
| Título              | Club                 | Sede   | Año     |
| ------------------- | -------------------- | ------ | ------- |
| Copa Chile          | Universidad de Chile | Chile  | 2012-13 |
| Supercopa de México | Puebla               | México | 2014-15 |

### Distinciones individuales
| Distinción                                          | Año  |
| --------------------------------------------------- | ---- |
| Máximo goleador de la Primera B de Chile (20 goles) | 2012 |
| Mejor Jugador de la Primera B de El Gráfico Chile   | 2012 |